# 梁震 (明朝)
梁震（1483年—1539年），諡武壯、武莊，河南承宣布政使司南陽府新野縣（今河南省新野縣）人，明朝军事将领。梁棟之子。

## 生平

### 征戰寧夏延綏
早年擔任榆林衛指揮同知。其父梁棟去世后，梁震袭榆林衞指揮使。嘉靖七年（1528年），晋升署都指揮僉事，協守寧夏興武營，充當延綏遊擊將軍。其為人廉潔英勇，又擅長兵書，善於訓練部下，屢次戰役率先登城，后擔任延綏副總兵。他與總兵官王效在鎮遠關抵禦蒙古進攻，并晋升為都督僉事。
當時，吉囊、俺答汗進犯延綏，梁震率兵在黃甫川截擊獲勝。此後，其參將任傑又在響水、波羅成功抵禦。吉囊又率領十萬騎兵進犯，被梁震在乾溝成功抵禦，并損失百余人。此後梁震築牆挖溝抵禦進犯，蒙古不再輕易進犯。嘉靖十四年，晋升為都督同知，充任陝西總兵官。后追論黃甫川戰功，晉升爲右都督。

### 鎮守大同
嘉靖十五年（1536年），梁震擔任大同鎮總兵官。當時大同兵變后，亂兵連殺巡撫張文錦、總兵官李瑾，繼任者魯綱沒有威嚴能夠鎮住部下，致使士兵更驕橫，文武官員無法管束。明廷為此擔憂，只能派遣梁震繼任。嘉靖十五年，梁震率領自己親兵五百人抵達大同，部隊向來忌憚梁震，至此聽從指令。蒙古入侵時，梁震率軍在牛心山擊退，并斬殺百餘人。蒙古軍大憤，駐紮在附近伺機進犯，梁震已經料到，并設置伏兵，在宣寧灣、紅崖兒接連進攻并獲大勝。嘉靖十六年，再次出擊玉林川，斬殺蒙古一百四十餘人。晉升梁震爲左都督，廕一子百戶。梁震辭去廕子，乞求給父親祭葬，得到嘉靖帝許可。當時，毛伯溫督師，與梁震修築各邊防重鎮城堡，不過幾月大工告成。嘉靖十八年（1539年），梁震去世，贈太子太保，賜銀幣，加贈太保，諡武壯。
梁震帶兵素有機略，其號令明確并縝密。前後參加了百餘場戰役，大部份均獲勝。當時他率領親軍出塞偷襲蒙古軍營，曾經有人擔心此舉會引发嫌隙，梁震則表示必須主戰才能防止敵人騷擾邊界。梁震死後，其親兵被編制入伍，邊疆將領均認為他們頗為得力。